# Khanjarpur
Khanjarpur es una ciudad censal situada en el distrito de Haridwar,  en el estado de Uttarakhand (India). Su población es de 6435 habitantes (2011). 

## Demografía
Según el censo de 2011 la población de Khanjarpur era de 6435 habitantes, de los cuales 7917 eran hombres y 7126 eran mujeres. Khanjarpur tiene una tasa media de alfabetización del 82,86%, superior a la media estatal del 78,82%: la alfabetización masculina es del 90,55%, y la alfabetización femenina del 74,31%.